# Hi! Hi! Hi!
Hi! Hi! Hi! – piosenka niemieckiej piosenkarki Sandry wydana w 1986 roku na jej albumie Mirrors.

## Ogólne informacje
Piosenkę napisali Michael Cretu, Hubert Kemmler i Klaus Hirschburger, a wyprodukowali ją Michael Cretu i Armand Volker. Wokali wspierających w refrenie po raz kolejny użyczył Kemmler. Nagranie zostało wydane jako drugi singel z płyty Mirrors jesienią 1986, na stronie B zawierając piosenkę „You’ll Be Mine” pochodzącą z tego samego albumu. Singel spotkał się z sukcesem na listach przebojów, szczególnie w Niemczech i Grecji, gdzie dostał się do top 10 list sprzedaży. Uplasował się także na miejscu 23. na liście sprzedaży ogólnoeuropejskiej. Teledysk do piosenki wyreżyserował zespół producencki DoRo (Rudi Dolezal i Hannes Rossacher). W 2006 roku nowy remiks „Hi! Hi! Hi!” ukazał się na płycie Reflections.

## Lista ścieżek
- 7" single

A. „Hi! Hi! Hi!” – 3:31
B. „You’ll Be Mine” – 4:33
- 12" single

A. „Hi! Hi! Hi!” (Extended Version) – 6:12
B1. „You’ll Be Mine” – 4:33
B2. „Hi! Hi! Hi!” – 3:31

## Notowania
| Kraj i lista (1986)          | Najwyższa pozycja |
| ---------------------------- | ----------------- |
| Austria (Ö3 Austria Top 40)  | 12                |
| Francja (SNEP)               | 13                |
| Grecja                       | 2                 |
| Holandia (MegaCharts)        | 47                |
| Niemcy (Media Control)       | 7                 |
| Szwajcaria (Singles Top 100) | 20                |